# Жені Божилова-Патева
Дженда Божилова-Патева (1 грудня 1878 року — 17 червня 1955 року) — болгарська освітянка, письменниця, феміністка та пацифістка. Відстоювала права освіти для жінок, заснувала ряд жіночих організацій. Опублікувала понад 500 статей і книг. Її згадують як одну з «найвидатніших лідерок жіночого руху» своєї епохи.

## Біографія
Народилася 1 грудня 1878 року в Градіці, Болгарське князівство, у родині Генки Андрєєвої та Дімова Божила. Батько, ветеран російсько-турецької війни, був кравцем і скотарем, рішуче виступав за освіту.  Божилова закінчила початкову школу в Градці, відвідувала середню школу в Слівені. Продовжила освіту в гімназії, яку закінчила у 1893 році з дипломом викладачки. 

## Діяльність
Вчиельську кар'єру почала в школі в Карнобаті. У 1896 році Божилова переїхала до Разграда, посівши посаду в жіночій школі. 
У 1897 році одружилася з вчителем Патевим. Шлюб був егалітарним, вони з чоловіком погодилися допомагати одне одному отримати вищу освіту. Спочатку чоловік виїхав у Женеву, повернувся в 1899 році. В період його відсутності Божилова підтримувала чоловіка зі своїх заробітків. Повернувшись зі ступенем доктора права, Патев почав підтримувати дружину. Вона навчалась у Берліні та Єні, а в 1902 році пройшла курси в Парижі, вивчаючи філософію та соціологію, а також німецьку, французьку та російську. У 1903 році повернулася до Болгарії і оселилася з чоловіком в Бургасі. Народила трьох дітей: Лео (1904), Божана (1905) та Ліліан (1913).
Божилова-Патева почала брати політичну участь у державних справах, коли 18 грудня 1898 року Національні збори Болгарії ухвалили закон, який забороняв одруженим жінкам займатися вчительською професією. Разом з Анною Карімою та Юлією Маліновою у 1901 році співзаснувала Союз болгарських жінок, першу національну жіночу організацію в Болгарії. Каріма була першою головою організації, а Патева входила до ради директорів. Незважаючи на тиск жіночих груп і вчительства, закон залишався в силі до 1904 року. У 1901 році Божилова-Патева почала читати лекції для міжнародного жіночого руху у Бургасі, а в 1902 році поїхала до Ямбола, щоб допомогти з реорганізацією групи «Розвиток». У 1903 році обрана головою організації, але оскільки члени асоціації не хотіли приєднуватися до Союзу болгарських жінок або розширити свою увагу від благодійних справ, вона пішла у відставку та вийшла з організації. 
Божалова-Патева написала книгу «Розбіжності в Болгарському жіночому союзі», опубліковану в 1903 році. Разом із Пенкою Руссевою-Бельмустаковою та Йорданкою Гусзовою у 1904 році заснувала освітню групу для жінок, щоб організовувати програми для покращення доступу жінок до професійного навчання. Наступного року вони оформили організацію «Самосвідомість» як освітнє товариство та приєднали її до Союзу болгарських жінок. Божилова-Патева очолила організацію. З 1907 року організація Божилової почала пропонувати загальноосвітні курси, курси з кравецтва та інших ремесел, а також вести курс шиття для Жіночої служби праці.
У 1908 році Божилова-Патева опублікувала другу книгу «Допомогти жінкам», у якій закликала до широкого спектру реформ. Вона рекомендувала закони про захист дітей і робітниць, а також рекомендації щодо материнства; виступала за створення державою соціальних закладів, які забезпечували харчуванням, притулком і дитячими садками дітей працюючих жінок. Книга стала основою ідеології Союзу болгарських жінок.

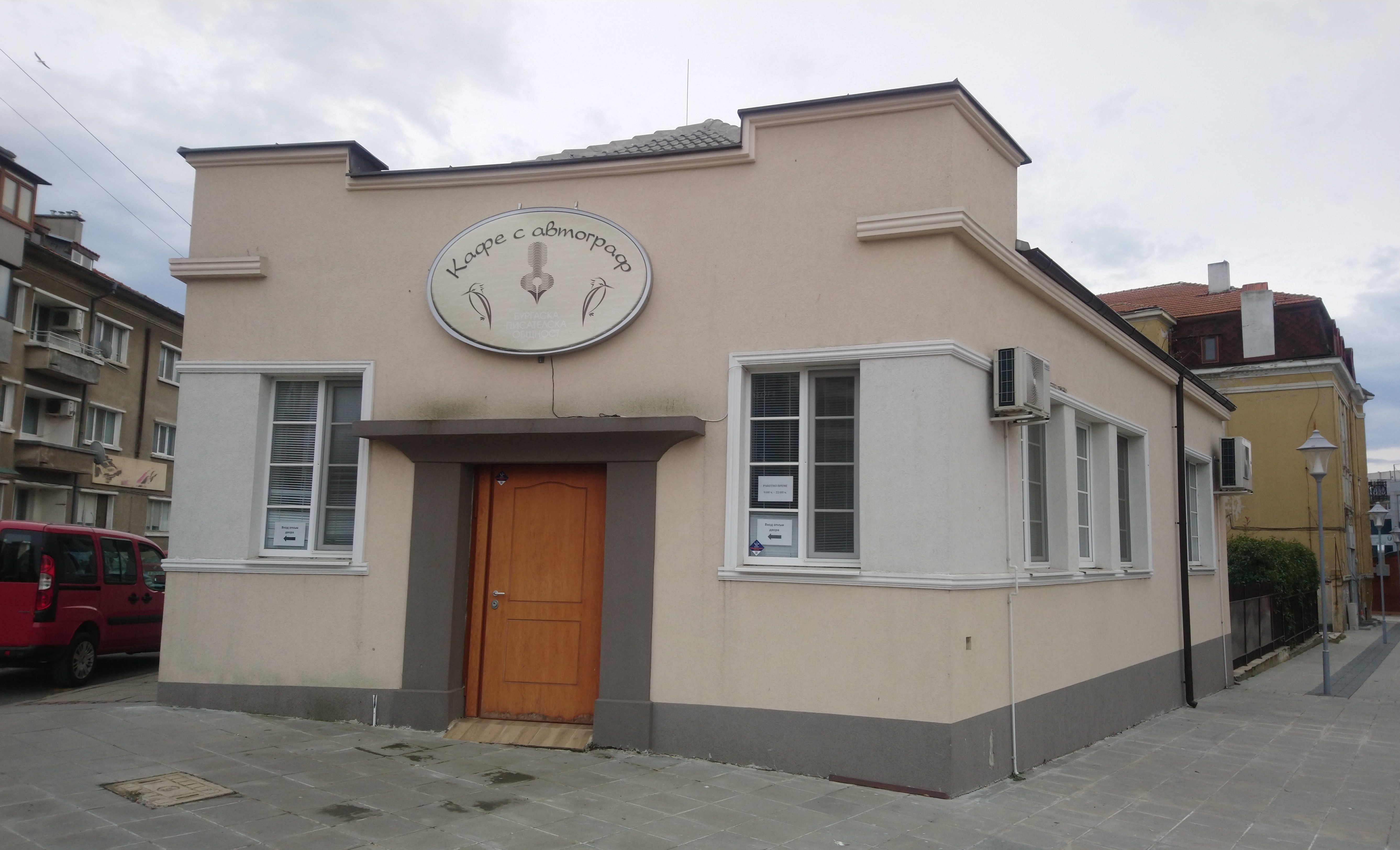
Будинок письменників, Бургас

У 1909 році Божилова опублікувала статтю в газеті «День», де виступала за емансипацію жінок. Наступного року, коли редакція «Жіночий голос» переїхала до Софії, вона зберегла свою посаду редакторки.
Як офіційна представниця уряду Олександра Стамболійського, Божилова-Патева взяла участь у конгресі Міжнародної ради жінок (ICW) в норвезькій Крістіанії в 1920 році, представивши французькою свою статтю про становище жінки та дитини в Болгарії.  У 1922 році вона взяла участь у Спеціальному конгресі в Гаазі, виступивши з промовою про небезпеку війни. Вона повторила свої погляди на 19-му з'їзді Союзу болгарських жінок, закликаючи матерів виступити проти вбивств, війни та смертної кари.
Після 20 років роботи на посаді голови Самосвідомості Божилова-Патева пішла у відставку через ідеологічну позицію, яку учасниці та батьківська Спілка болгарських жінок зайняли на підтримку фашистського режиму Александара Цанкова та його політики білого терору проти інтелектуалів і політичних опонентів. Наступного року вона організувала Жіноче товариство миру в Болгарії, яке очолювала до 1944 року. 
Протягом наступних десятиліть Божилова-Патева працювала над статтями для Жіночого журналу. Вона взяла участь у Десятому конгресі IWSA в Парижі в травні 1926 року, а в липні була в Дубліні для участі в конгресі WILPF. У 1927 році Божилова-Патева виступила на зборах Міжнародної ліги жінок за мир і свободу в Гланді, Швейцарія і взяла участь у конференції Міжнародної федерації жіночих університетів у Женеві в 1929 році.

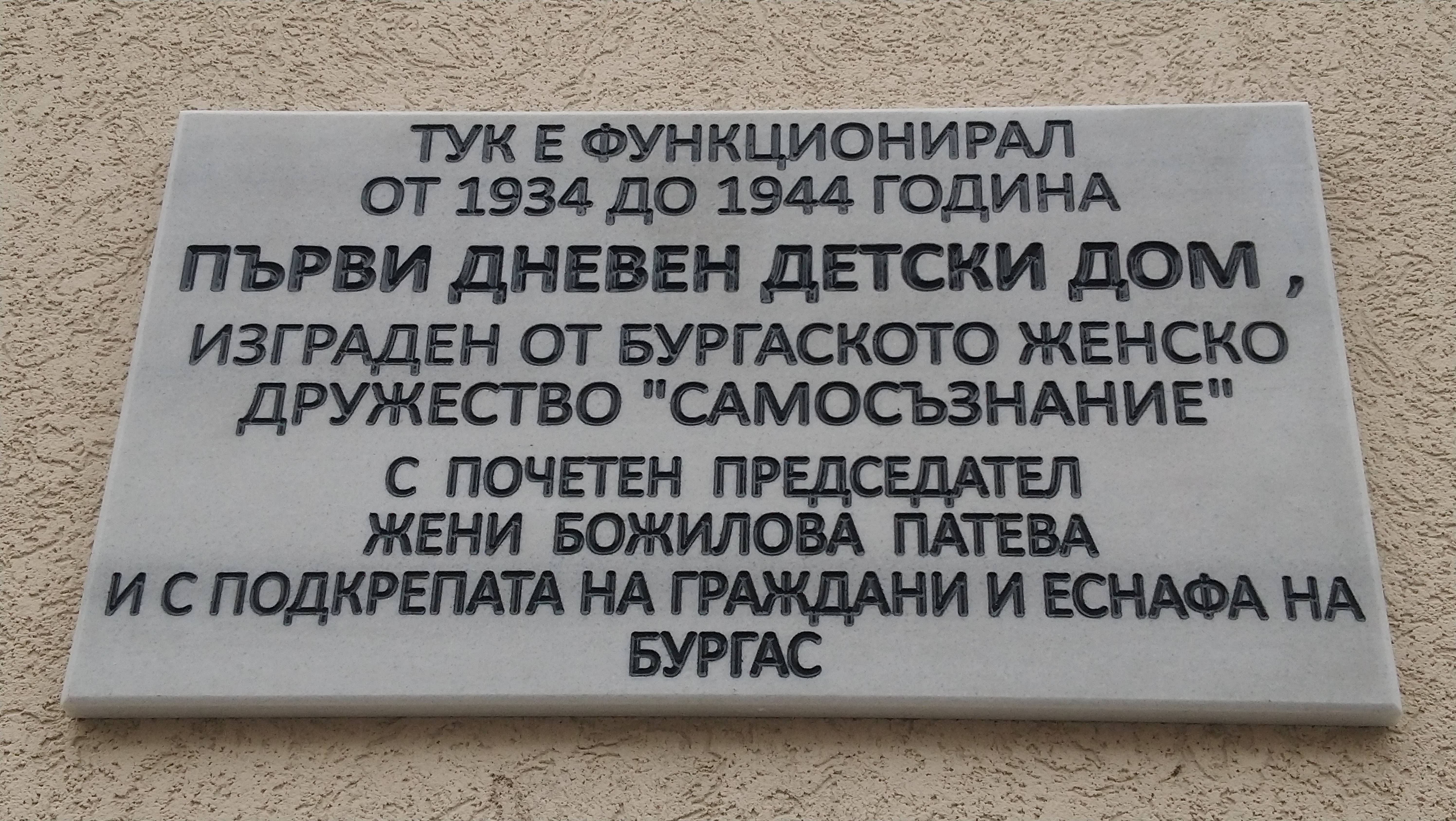
Меморіальна дошка Божилової-Патевої на Будинку письменників

За свою кар'єру Божилова-Патева виступила з понад 100 публічними лекціями і опублікувала близько 500 статей і книг на теми прав жінок, пацифізму і вегетаріанства, яких дотримувалася. У 1931 році вона обрана почесною членкинею французького відділення Міжнародної спілки революційних письменників. Її дім був місцем зборів видатних болгарських громадських діячів та інтелектуалів. 
У 1945 році Божилова-Патева звернувся до міністра національної освіти і культури з проханням дозволу створити Вільний народний прогресивний культурний центр самопізнання. Її прохання відхилили, і влада оголосила сім'ю Патевих ворогами народу за їх багатство і статус частини бургаської еліти. Її дім і фабрику сина Божана націоналізували. Залишившись без засобів до існування, Божилова-Патева написала уряду прохання про пенсію, але їй відмовили. 
Жені Божилова-Патева померла у бідності 17 червня 1955 року в Софії. У 2016 році Бургаський будинок письменників був прикрашений меморіальною дошкою на її честь.